# James Valenti
James Valenti   (Summit, 2 de setembre de 1977) és un tenor d'òpera estatunidenc amb una activa carrera internacional especialitzada en papers principals del repertori italià i francès. Nascut i criat a Nova Jersey, als Estats Units, va assistir a la "St. Helena School" i a la "North Hunterdon High School" abans de graduar-se a la Universitat de Virgínia Occidental i a l'Acadèmia d'Arts Vocals de Filadèlfia, Pennsilvània. Valenti també té un màster en pedagogia vocal del "Westminster Choir College" de la Universitat Rider de Lawrenceville, Nova Jersey. Valenti va debutar professionalment el 2003 com a Rodolfo a La bohème a l'Òpera de Roma i va guanyar el premi Richard Tucker el 2010.

## Biografia
Nascut a Summit, Nova Jersey, va créixer a Clinton. Va desenvolupar un interès per actuar com a estudiant a la "North Hunterdon High School". Valenti es va graduar a la Universitat de West Virginia i a l'Acadèmia d'Arts Vocals de Filadèlfia. Durant els seus estudis va rebre beques de la "Singer's Development Foundation", la "Sullivan Foundation" i la "Sergio Franchi Music Foundation".
Va debutar professionalment als 25 anys com a Rodolfo a la producció de Franco Zeffirelli La bohème a l'Òpera de Roma. Va actuar en molts dels principals teatres d'òpera del món, com ara La Scala, Metropolitan Opera, Royal Opera House, Òpera de París, Sydney Opera House, Opernhaus Zürich i Teatro Colón. Va debutar a la Metropolitan Opera el març de 2010 com a Alfredo a La traviata de Verdi en un repartiment que incloïa Angela Gheorghiu i Thomas Hampson, i a la Royal Opera House Covent Garden amb el mateix paper el juny de 2010. Els seus papers inclouen Cavaradossi a Tosca, Don José a Carmen, Don Carlo a Don Carlo, el duc de Màntua a Rigoletto, el tinent Pinkerton a Madame Butterfly, Maurizio a Adriana Lecouvreur, Edgardo a Lucia di Lammermoor, Werther a Werther i el doctor Faust a Faust.
Valenti és ambaixador de Children International i resideix a West Palm Beach, Florida.
La "New York City Opera Renaissance" va muntar la "Tosca" de Puccini el gener de 2015 al "Rose Theater" del Jazz at Lincoln Center, al Time Warner Center de Columbus Circle, amb la interpretació de Valenti.

## Premis
- 2002 The Licia Albanese-Puccini Foundation – Premi al 1r lloc guanyador
- 2002 Metropolitan Opera National Council Audit – guanyador[9]
- 2002, 2003 Opera Index Vocal Competition – guanyador[10]
- 2003 Loren Zachary Competition – Premi al 1r lloc guanyador
- 2003 Enrico Caruso Competition – Premi al 1r lloc guanyador
- 2003 Mario Lanza Opera Competition – Premi al 1r lloc guanyador
- 2008 New York City Opera – Outstanding Debut Artistic
- 2009 Dallas Opera – Maria Callas Debut Artistic Premi
- 2010 Richard Tucker Award[11]
- 2014 Premi d'Antic Alumne Distingit de la Facultat d'Arts Creatives de la Universitat de Virgínia Occidental[12]
- 2015 Inducció de la Universitat de Virgínia Occidental a l'Acadèmia d'Antics Alumnes Distingits[13]

## Papers d'òpera
- Mario Cavaradossi in Giacomo Puccini's Tosca – Lyric Opera Kansas City (2015)
- Don José in Bizet's Carmen – Hamburg Staatsoper (2014)[14]
- Rudolph Valentino in Argento's The Dream of Valentino – Minnesota Opera (2014)
- Maurizio in Cilea's Adriana Lecouvreur – Washington Concert Opera (2010)
- Nemorino in Donizetti's L'elisir d'amore – Hamburg State Opera (2008)
- Edgardo in Donizetti's Lucia di Lammermoor – Sydney Opera House (2012), Florida Grand Opera (2005)
- Faust in Gounod's Faust – Royal Opera House (2011), Opera Carolina (2008), Teatro Verdi (2005)
- Roméo in Gounod's Roméo et Juliette – Minnesota Opera (2008),[15]
- Werther in Massenet's Werther – Minnesota Opera (2012), Opera Lyon in Bunkamura Concert Hall, Tokyo (2009), Opéra Bastille (2010)
- Viscardo in Mercadante's Il giuramento – Washington Concert Opera (2009)[16]
- Rodolfo in Puccini's La bohème – The Minnesota Opera (2010), Palacio de Festivales de Cantabria (2010), Dallas Opera (2009), La Scala (2009), Aubade Hall (2008), Florida Grand Opera (2008), Semperoper (2007), New York City Opera (2006), Teatro Verdi (2006)
- Lt. Pinkerton in Puccini's Madama Butterfly – Teatro Colón (2014), Metropolitan Opera (2014), Opernhaus Zürich (2013), Lyric Opera of Chicago (2013), Opéra Bastille (2011), + *Vancouver Opera (2010),[17] Michigan Opera Theatre (2008), New York City Opera (2008),[18] San Francisco Opera (2007), Opéra de Marseille (2007), Semperoper (2007), Palm Beach Opera (2007), Teatro Carlo Felice (2006) Don Carlo in Verdi's Don Carlo – Caramoor Festival (2013),[19] Austin Lyric Opera (2013)
- Alfredo in Verdi's La traviata – Bavarian State Opera (2012), Dallas Opera (2012), Royal Opera House (2011, 2010), Metropolitan Opera (2010), Deutsche Oper Berlin (2009), Korean Opera (2007), Teatro Pérez Galdós de Las Palmas (2007), Canadian Opera Company (2007), La Monnaie (2006), Hamburg State Opera (2006), Teatro Comunale di Bologna (2005)
- Duke of Mantua in Verdi's Rigoletto – Teatro del Maggio Musicale Fiorentino (2009), Palm Beach Opera (2008), Opera Carolina (2007), Academy of Vocal Arts (2006)